# Nanocassiope
Nanocassiope is een geslacht van kreeftachtigen uit de klasse van de Malacostraca (hogere kreeftachtigen).

## Soorten
- Nanocassiope alcocki (Rathbun, 1902)
- Nanocassiope granulipes (Sakai, 1939)
- Nanocassiope melanodactyla (A. Milne-Edwards, 1867)
- Nanocassiope melanodactylus (A. Milne-Edwards, 1868)
- Nanocassiope oblonga Davie, 1995
- Nanocassiope polita (Rathbun, 1894)
- Nanocassiope tridentata Davie, 1995
- Nanocassiope truncatifrons (Rathbun, 1898)